# Janine Chang
Chang Chun-ning, conocida artísticamente como Janine Chang (en chino tradicional, 張鈞甯; en chino simplificado, 张钧甯; pinyin, Zhāng Jūnníng) es una actriz taiwanesa.

## Biografía
Es hija de 张志铭 y 郑如晴. Habla con fluidez mandarín, taiwanés (Hokkien), inglés y alemán.
Asistió a la Universidad Nacional de Taipéi y obtuvo una licenciatura en derecho. En junio de 2010 se graduó del Instituto de Economía Industrial de la Universidad Nacional Central con una maestría.
Es buena amiga de la actriz taiwanesa Ivy Chen, la presentadora Janet Hsieh y el director taiwanés Zero Lin.
Salió con el actor taiwanés Mark Chao, pero la relación finalizó.
En 2015 salió con Huang Kai Wei (Kai Huang), un CEO de una empresa de tecnología, sin embargo la relación finalizó en 2016.

## Carrera
Es miembro de la agencia Mountain Top.
El 15 de agosto de 2006 se unió al elenco principal de la serie The Hospital donde dio vida a Kuan Hsin, una anestesióloga de la NUUH y más tarde directora del Departamento de Anestesia de la Escuela de Medicina de la Universidad Nacional Unida (NUUH).
El 14 de agosto de 2010 se unió al elenco principal de la serie A Weaver on the Horizon donde interpretó a Huang Qiao'er (más tarde conocida como "Huang Daopo"), una huérfana de la ciudad de Songjiang, cuyos trabajos innovan la industria textil y ayudan a salvar a muchas personas de la pobreza después del surgimiento de la dinastía Yuan.
En marzo de 2015 se unió al elenco recurrente de la serie The Four donde dio vida a Chu Limo, una mujer con un talento para leer las mentes de las personas.
En el 2017 apareció por primera vez en el sexto episodio de la serie Tribes and Empires: Storm of Prophecy donde interpretó a Yinrong, la madre espíritu de Muyun Sheng (Huang Xuan), una vez conocida por ser la mujer más bella del mundo y el verdadero amor del Emperador Muyun Qin.
El 30 de abril de 2018 se unió al elenco principal de la serie Here to Heart donde dio vida a Wen Nuan, una miembro del personal de la compañía Qianyu.
En agosto del mismo año se unió al elenco recurrente de la serie Ruyi's Royal Love in the Palace donde interpretó a Keliyete Hailan, quien más tarde se convierte en la Consorte Noble Yu, una mujer amable y determinada, así como la leal amiga y confidente de Ula-Nara Ruyi (Zhou Xun).
En 2019 ocupó el puesto 78 en la lista Forbes China Celebrity 100.

## Filmografía

### Series de televisión
| Año             | Título                                         | Personaje                      | Notas                              |
| --------------- | ---------------------------------------------- | ------------------------------ | ---------------------------------- |
| 2022 - presente | The Psychologist                               | Wen He                         |                                    |
| 2022 - presente | River Sunset                                   | Dra. Ye Biying                 | [ 12 ]                             |
| 2021 - presente | Never Say Goodbye                              | Ou Kexin                       | (filmada en 2018)                  |
| 2020            | Detective Chinatown                            | Ivy                            | 5 episodios                        |
| 2020            | Palace of Serendipity: Scissors Finding a Cat) | -                              |                                    |
| 2018            | Ruyi's Royal Love in the Palace                | Keliyete Hailan, Consorte Yu   | 80 episodios                       |
| 2018            | Here to Heart                                  | Wen Nuan                       | 48 episodios                       |
| 2018            | Age of Rebellion                               | Xu Shujing                     | 4 episodios - (invitada)           |
| 2018            | Love is in the Air                             | -                              | (invitada)                         |
| 2017            | Tribes and Empires: Storm of Prophecy          | Yin Rong                       | 2 episodios - (invitada)           |
| 2017            | The Advisors Alliance                          | Bo Lingyun                     | 41 episodios                       |
| 2017            | Jade                                           | Dongfang Jingqi                | 43 episodios                       |
| 2017            | Midnight Diner                                 | Sun Kewei                      | 5 episodios - (aparición especial) |
| 2015            | The Four                                       | Chu Limo                       | 47 episodios                       |
| 2014            | The Empress of China                           | Xu Hui, Consorte Xian          | 43 episodios                       |
| 2014            | You Light Up My Star                           | Chang Man-ling                 | 20 episodios                       |
| 2013            | Seven Friends                                  | "Cut"                          | (cameo)                            |
| 2013            | Best Time Special                              | Su Man                         | 2 episodios                        |
| 2013            | Best Time                                      | Su Man                         | 47 episodios                       |
| 2013            | Unconditional Love                             | Li Yeh                         | 9 episodios - (serie web)          |
| 2012            | Home                                           | Mizoguchi Yukiko               | 34 episodios                       |
| 2012            | Fairytale                                      | Chao Ting-hsuan / Chao Ting-yu | 33 episodios                       |
| 2012            | Happy Michelin Kitchen                         | Fang Yung-yung                 | (cameo)                            |
| 2012            | Of Love and Rain                               | Janine                         | 4 episodios                        |
| 2011            | Ring Ring Bell (True Love Doesn't Give Up)     | Cheng Hsiao-hsiang             | 15 episodios                       |
| 2011            | Sunny Happiness                                | Fang Yung-yung                 | 25 episodios                       |
| 2010            | A Weaver on the Horizon                        | Huang Qiao'er / Huang Daopo    | 36 episodios                       |
| 2009            | Black & White                                  | Lan Hsi-ying                   | 22 episodios                       |
| 2008            | Honey and Clover                               | He Yagong                      | 13 episodios                       |
| 2007            | Wayward Kenting                                | Ting Hsiao-wei                 | 20 episodios                       |
| 2006            | The Hospital                                   | Kuan Hsin                      | 36 episodios                       |
| 2004            | Garden - Hero                                  | -                              | (miniserie)                        |
| 2003            | Banquet                                        | Chen Yi-hsin                   |                                    |
| 2003            | Love Train                                     | Young Xiaowu                   |                                    |
| 2002            | Meteor Garden II                               | Secretaria de Xi Men           |                                    |

### Películas
| Año  | Título                             | Personaje          | Notas                                                             |
| ---- | ---------------------------------- | ------------------ | ----------------------------------------------------------------- |
| 2022 | 749 Bureau                         | -                  |                                                                   |
| 2021 | Detective Chinatown 3              | Ivy                |                                                                   |
| 2021 | The Soul (Ji Hun)                  | Det. Ah Bao        | [ 16 ]                                                            |
| 2020 | Love After Love                    | Ni Er              | junto a Eddie Peng, Ma Sichun, Karlina Zhang y Yin Fang           |
| 2018 | The Bombing (Air Strike)           | Qian Xue           |                                                                   |
| 2018 | Girls 2                            | Chia-lan           |                                                                   |
| 2017 | Youth Dinner                       | Lin Xiaolan        | junto a Shawn Dou, Wu Gang, Vivian Wu, Zhao Lixin y Yu Haoming    |
| 2016 | Not Only About a Fish              | -                  | (corto)                                                           |
| 2016 | Alice's Wedding                    | Alice              |                                                                   |
| 2014 | Black & White: The Dawn of Justice | Lan Hsi-ying       | junto a Mark Chao, Lin Gengxin, Gulnazar, Xiu Jiekai y Terri Kwan |
| 2014 | One Minute More                    | Tsai Wan-chen      |                                                                   |
| 2013 | Dare to Love                       | Chang Chun-ning    |                                                                   |
| 2012 | Of Love and Rain                   | Mujer con tirantes | (corto)                                                           |
| 2012 | Tokyo Newcomer                     | Nanako             |                                                                   |
| 2011 | Racer Legend                       | Lin Wei-tung       |                                                                   |
| 2011 | Black & White: The Dawn of Assault | Lan Hsi-ying       |                                                                   |
| 2010 | Zoom Hunting                       | Yang Ruyi          |                                                                   |
| 2009 | The Wingless Swallow               | Yuen Yuen          |                                                                   |
| 2009 | Murderer                           | Hazel              |                                                                   |
| 2008 | Tea Fight                          | Ruhua              |                                                                   |
| 2007 | What on Earth Have I Done Wrong?!  | Ningning           |                                                                   |
| 2006 | The Song of Spirits                | Tsu-hui            |                                                                   |
| 2006 | Silk                               | Ho Mei             |                                                                   |
| 2006 | Record                             | Wei Wei            | (corto)                                                           |
| 2005 | In the Day to Come                 | Hsiao-ling         | (corto)                                                           |
| 2005 | The Strait Story                   | Lee Kuei-hsiang    |                                                                   |
| 2004 | Holiday Dreaming                   | Chen Hsin-hsin     |                                                                   |

### Doblaje
| Año  | Título             | Personaje    | Notas              |
| ---- | ------------------ | ------------ | ------------------ |
| 2011 | A Monster in Paris | Lucille      | (doblaje taiwanés) |
| 2009 | Monsters vs Aliens | Susan Murphy | (doblaje taiwanés) |

### Programas de variedades
| Año              | Programa                                            | Notas                     |
| ---------------- | --------------------------------------------------- | ------------------------- |
| 2019             | Back to Field: Season 3                             | (ep. #3-4) - invitada     |
| 2020             | The Firsts in Life                                  | miembro                   |
| 2019             | Ni Hao Sheng Huo Season 1                           | (ep. #4) - invitada       |
| 2018             | I am the Actor                                      | (ep. #2, 9-12) - invitada |
| 2017             | Challenge League                                    | (ep. #2, 7) - invitada    |
| 2016             | Keep Running: Season 4                              | (ep. #2) - invitada       |
| 2016             | Twenty-Four Hours: Season 1                         | (ep. #7-8) - invitada     |
| 2015             | Survivor Games with Bear Grylls S1 (跟着贝尔去冒险) | concursante               |
| 2014, 2015, 2020 | Happy Camp                                          | 3 episodios - invitada    |

### Revistas / sesiones fotográficas
| Año        | Título                 | Notas                      |
| ---------- | ---------------------- | -------------------------- |
| 2020, 2021 | Marie Claire China     |                            |
| 2020       | Beauty Magazine        | (publicación de marzo)     |
| 2018       | Ceci China             |                            |
| 2018       | Chic Magazine          | (publicación de agosto)    |
| 2018       | Cosmo Bride Magazine   | junto a Hans Zhang         |
| 2016, 2018 | Vogue Taiwán           | (publicación de diciembre) |
| 2016       | Trends Health Magazine | [ 18 ]                     |
| 2016       | ELLE Taiwan Magazine   | (publicación de mayo)      |
| -          | Grazia China           | [ 19 ]                     |
| -          | Harper Baazar Jewelry  |                            |

### Apariciones en videos musicales
| Año  | Intérprete(s)         | Canción                      | Notas              |
| ---- | --------------------- | ---------------------------- | ------------------ |
| 2020 | Wu Tsing-Fong         | "Outsider"                   | junto a Lin Bohong |
| 2019 | Wu Tsing-Fong         | "太空人"                     | junto a Lin Bohong |
| 2019 | Mayday (五月天)       | "疯狂世界 MaydayBlue20th"    |                    |
| 2013 | Matilda Tao           | "Wǒ bù zhù fú"               |                    |
| 2013 | Chris Wang            | "All For You"                |                    |
| 2012 | Yoga Lin              | "Vulture"                    |                    |
| 2012 | Yoga Lin              | "Unrequited"                 |                    |
| 2012 | Deserts Chang         | ""Significant Others"        |                    |
| 2012 | Show Luo              | "Anonymous Sadness"          |                    |
| 2009 | Color Band            | "Cry Out"                    |                    |
| 2008 | T.G.U.S               | "I Believe In"               |                    |
| 2007 | Shin                  | "Hate You"                   |                    |
| 2006 | Power Station         | "I Promise You"              |                    |
| 2006 | Shadya Lan            | "Too Young"                  |                    |
| 2005 | Shaun                 | "Springtime for Wild Lilies" |                    |
| 2005 | Wanfang (Lin Wanfang) | "Night Shining Night"        |                    |
| 2005 | A-do (Du Chengyi)     | "Snowing"                    |                    |
| 2005 | Mayday                | "Jaws"                       |                    |
| 2004 | Wallace Chung         | "Flow to Paris"              |                    |
| 2004 | Roy Chiu              | "Remember"                   |                    |
| 2004 | Dave Wong             | "Not Alone"                  |                    |
| 2003 | Michelle Pan          | "Old Lover"                  |                    |
| 2002 | Jay Chou              | "Return To The Past"         |                    |
| 2002 | Jacky Cheung          | "Coffee"                     |                    |
| 2002 | Francesca Kao         | "Never Learn"                |                    |
| 2002 | Z-Chen                | "Perfect"                    |                    |
| 2002 | Stella Chang          | "Tile Dance"                 |                    |

### Teatro
| Año  | Título                               | Personaje | Notas |
| ---- | ------------------------------------ | --------- | ----- |
| 2013 | Closer                               | 爱丽丝    |       |
| 2008 | Turn Left, Turn Right (向左走向右走) | 翻译家L   |       |

### Anuncios
| Año         | Título                | Notas |
| ----------- | --------------------- | ----- |
| 2013        | Kose Junkisei         |       |
| 2013        | Kao Corporation       |       |
| 2012        | Canon EOS M           |       |
| 2012        | MIACare               |       |
| 2011        | Edwin Something Jeans |       |
| 2011        | Canon PIXMA MG Series |       |
| 2011        | Extra Xylitol         |       |
| 2011        | Chef Hoka             |       |
| 2011        | Repetto               |       |
| 2010        | Langsha Chocolate     |       |
| 2010        | Quaker Rose           |       |
| 2010        | Coca-Cola             |       |
| 2010        | Volvo S80             |       |
| 2009        | Panasonic             |       |
| 2009        | Volvo S40             |       |
| 2007 - 2008 | Neutrogena            |       |
| 2007        | Avene                 |       |
| 2006        | Jaguar X-Type         |       |
| 2005        | Acer                  |       |
| 2005        | AVON                  |       |
| 2004        | Chinatrust            |       |
| 2004        | Rejoice               |       |

## Discografía

### Sencillos
| Año  | Intérprete(s)                                              | Canción                 | Álbum                                  | Notas |
| ---- | ---------------------------------------------------------- | ----------------------- | -------------------------------------- | ----- |
| 2014 | Janine Chang & Joe Cheng                                   | Love Gravitation        | OST de "You Light Up My Star"          |       |
| 2008 | Janine Chang                                               | Love Sometimes          | OST de "Turn Left, Turn Right Musical" |       |
| 2008 | Janine Chang                                               | Not Owing               | OST de "Turn Left, Turn Right Musical" |       |
| 2008 | Janine Chang, Joe Cheng, Eddie Peng, Lego Lee & Chiaki Ito | The Blessings of Clover | OST de "Honey and Clover Original"     |       |

## Premios y nominaciones
| Año  | Categoría                      | Premio                      | Trabajo                           | Resultado |
| ---- | ------------------------------ | --------------------------- | --------------------------------- | --------- |
| 2018 | Best Performance Award         | 10th China TV Drama Award   | -                                 | Ganó      |
| 2018 | Best Supporting Actress        | 24th Huading Award          | The Advisors Alliance             | Ganó      |
| 2018 | Expressive Actress of the Year | Domestic TV Series Ceremony | Here to Heart                     | Ganó      |
| 2008 | Best Actress                   | 10th Taipei Film Festival   | What on Earth Have I Done Wrong?! | Ganó      |
| 2007 | Best Supporting Actress        | 44th Golden Horse Award     | What on Earth Have I Done Wrong?! | Nominada  |